# Elvira: The Arcade Game
Elvira: The Arcade Game is een computerspel dat werd ontwikkeld en uitgegeven door Flair Software. Het spel werd uitgebracht in 1991 voor verschillende homecomputers.

## Platforms
| Platform     | Jaar |
| ------------ | ---- |
| Amiga        | 1991 |
| Atari ST     | 1991 |
| Commodore 64 | 1991 |
| DOS          | 1991 |

## Ontvangst
| Beoordeeld door                | Platform     | Datum         | Score |
| ------------------------------ | ------------ | ------------- | ----- |
| Amiga Action                   | Amiga        | februari 1992 | 87%   |
| Amiga Joker                    | Amiga        | januari 1992  | 81%   |
| ST Format                      | Atari ST     | mei 1992      | 79%   |
| Atari ST User                  | Atari ST     | mei 1992      | 77%   |
| Power Play                     | DOS          | maart 1992    | 72%   |
| Amiga Power                    | Amiga        | februari 1992 | 70%   |
| 64'er                          | Commodore 64 | juni 1992     | 60%   |
| ASM (Aktueller Software Markt) | Atari ST     | mei 1992      | 58%   |
| Power Play                     | Commodore 64 | maart 1992    | 23%   |